# Fărăgău
Fărăgău (Hongaars: Faragó) is een comună in het district Mureș, Transsylvanië, Roemenië. Het is opgebouwd uit zes dorpen, namelijk:
- Fărăgău
- Fânaţe
- Hodaia
- Onuca (Unoka)
- Poarta
- Tonciu (Tancs)

## Demografie
In Onuca waren de Hongaren in 2002 in de meerderheid, waardoor het dorp nog tot het Hongaars taalgebied van het Szeklerland kon gerekend worden. In 2011 werden er bij de volkstelling geen inwoners meer worden geregistreerd. Het dorp staat nu leeg, er staat nog een fraai Hongaars gereformeerd kerkje met klokkenstoel.
In Tonciu waren er in 2011 in totaal 954 inwoners, waarvan 206 Hongaren (21,6%). In dit dorp staat ook een Hongaars Gereformeerde Kerk. 

## Zie ook

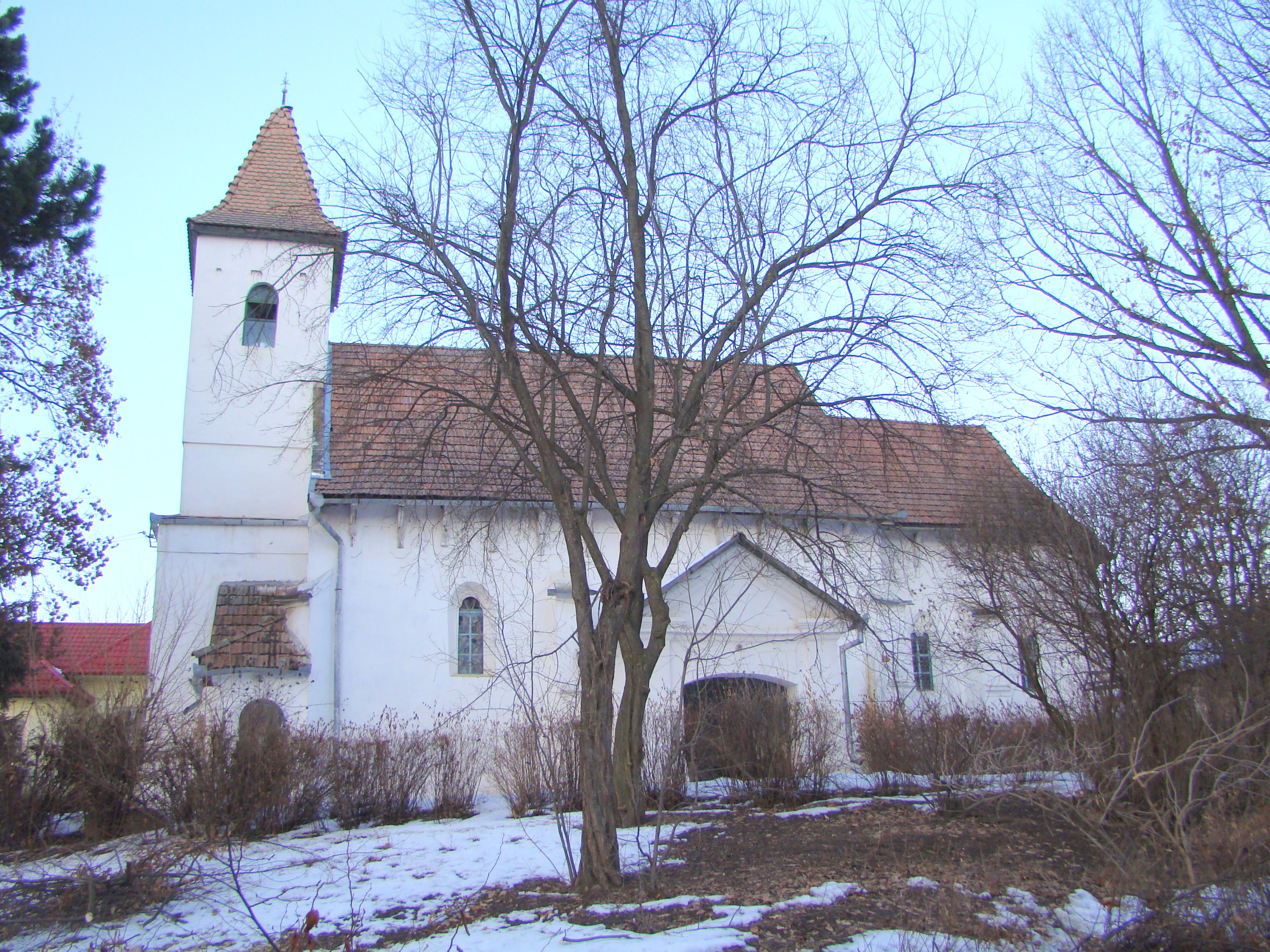
Hongaars gereformeerde kerk van Tonciu